# Sonata en do major per a piano a quatre mans, D 812 (Schubert)
La Sonata en do major per a piano a quatre mans, D 812 (Op. posth. 140), també coneguda com a "Grand Duo", és una de les obres més importants de Franz Schubert escrita per a piano a quatre mans. Fou l'obra que donà continuïtat a la Sonata en si bemoll major per a piano a quatre mans de 1818.

## Context
Schubert va compondre aquesta obra en la primavera de 1824 quan estava a Zseliz, en la propietat dels Esterházy, probablement perquè era el tutor de les dues comtesses de la casa. En aquesta època, Schubert estava massa malalt per tocar el piano. Es queixava de dolor als ossos i al seu braç esquerre, mals de cap, i ferides a la boca i a la gola. En una carta al seu germà Ferdinand va descriure la seva malaltia com "un període de reconeixement fatídic d'una realitat desgraciada, que jo m'esforço per embellir tant com puc amb la meva imaginació."
La sonata fou publicada uns anys després de la mort de Schubert, el 1837, quan va ser impresa amb el títol de 'Grand Duo', nom que encara actualment es fa servir de manera popular, tot i no hi ha cap evidència que fos el títol que volia Schubert.

## Estructura i anàlisi
Consta de quatre moviments:
- Allegro moderato
- Andante
- Scherzo I Trio: Allegro vivace
- Finale: Allegro vivace

Aquesta és una obra madura i característica de la música de Schubert, de dimensions importants. L'estructura dels moviments té similituds amb els d'una simfonia i alguns passatges semblen reproduir efectes orquestrals, tot i que ambdues observacions es podrien aplicar a d'altres sonates per a piano. Així, a més de les seves qualitats intrínseques i el seu interès, la Sonata "Grand Duo" féu creue ben aviat a alguns experts, entre els que cal incloure-hi Robert Schumann, que podria ser una transcripció o un esborrany de la Simfonia "Gastein", obra perduda, que hom creia que Schubert havia escrit el 1824. Molt més tard, en la dècada del 1970, es va poder concloure que no va existir aquesta simfonia. Com a resultat però, hi ha hagut un nombre de realitzacions orquestrals adaptant la sonata a una simfonia. La més coneguda és la de Joseph Joachim (1855), versió que va ser dirigida per Brahms ens diverses ocasions en la dècada de 1870 i, més tard, fou enregistrada per Arturo Toscanini. Joachim va canviar el tempo del Finale transformant-lo en Allegro moderato. Altres arranjaments han estat realitzats per Anthony Collins (1939), Marius Flothuis (1940–42), Karl Salomon (1946), Fritz Oeser (1948), René Leibowitz (1961), Felix Weingartner i, més recentment, Raymond Leppard.
El finale, com en la Sonata per a piano en si bemoll major, D. 960, una composició del seu darrer any de vida, comença enganyosament en una tonalitat sorprenent, en aquest cas, el relatiu menor (la menor); en la Sonata D. 960, més tardana, després d'un sol uníson, la melodia modula a la supertònica, do menor. En ambdós casos, tanmateix, l'engany harmònic immediatament és 'corregit' per a integrar-se en la tonalitat principal.
La seva execució dura aproximadament uns 40 minuts.